# Dia da Série
O Dia Da Série foi criado pelo canal Universal TV (da NBCUniversal Brasil). A data é comemorada em 20 de junho, dia que, no lançamento oficial, coincidiu com o solstício de inverno no hemisfério Sul, a noite mais longa do ano. Ou seja, com mais horas para "maratonar". A campanha foi lançada em 2020 nas redes sociais oficiais do canal com uma série de threads no Twitter em que o canal conversou com outras marcas e também com influenciadores digitais especialistas no tema. São eles: Rolandinho (do canal Pipocando), Fefito (atual diretor de redação do BuzzFeed Brasil), Legião dos Heróis, Geek do Infinito, PH Santos e Michel Arouca (da série Maníacos).
O Universal TV é um dos líderes de audiência da TV por assinatura e está presente em 12,6 milhões de domicílios brasileiros, o que representa 80% da base de assinantes. Em maio de 2021, após uma semana de hiato, o retorno dos episódios inéditos da franquia Chicago (Chicago Med, Chicago Fire e Chicago P.D.) deu ao Universal TV um marco histórico. A exibição de Chicago Fire rendeu a maior audiência da história do canal desde 2014, superando o recorde anterior da mesma série, que havia sido cravado em fevereiro de 2020. Em janeiro de 2021, o canal liderou o ranking de audiência da TV paga com as estreias das novas temporadas de suas séries de maior sucesso: as franquias Chicago (Chicago Med, Chicago Fire e Chicago P.D.), Law & Order: SVU e FBI (FBI e FBI: Most Wanted). O canal conquistou ainda o terceiro lugar no ranking geral da TV paga no horário nobre, no consolidado entre janeiro e abril de 2021. Entre janeiro e junho de 2020, o Universal TV emplacou seis séries entre as dez mais assistidas de toda a TV paga.
O foco da programação do Universal TV reforça o conceito de que os protagonistas de seus produtos de sucesso, com suas personalidades marcantes, são o ponto central de uma boa história, levando o melhor do entretenimento ao consumidor.